# 2000. évi népszámlálás (Amerikai Egyesült Államok)
A 2000. évi népszámlálás volt az Amerikai Egyesült Államok történetének huszonkettedik ilyen összeírása, amit a Népszámlálási Hivatal bonyolított le. A 2000. április 1-jén tartott népszámlálás az ország lakosságát 281 421 906 főben állapította meg, ami 13,2%-os növekedést jelentett az 1990. évi népszámlálás 248 709 873 fős adatához képest. Ez volt a huszonkettedik szövetségi népszámlálás és egyben a legnagyobb békeidőben végzett adminisztratív felmérés az Egyesült Államok történetében.
A 2000. évi népszámlálás minden formai és lebonyolítási elemét a Integrated Public Use Microdata Series tette közzé.

## Az adatok elérhetősége
A 2000. évi népszámlálás adatai szabadon elérhetők az Integrated Public Use Microdata Series-ben. A kisebb térségek részadatai, a határértékekkel együtt letölthetők a National Historical Geographic Information System rendszeréből.

## A népesség megoszlása
Az Egyesült Államok népszámlálásai adatokat szolgáltatnak mind az 50 állam és a District of Columbia teljes lakosságáról. Ezen kívül a Népszámlálási Hivatal számon tartja az USA külbirtokának számító Puerto Rico népességét is. Ez utóbbi népessége a 2000. évi népszámlálás szerint 3 808 610 fő volt, ami 8,1%-os növekedést jelent az egy évtizeddel korábbi adathoz képest.
A népesség összképének elkészítéséhez a Népszámlálási Hivatal az alábbi adatokat vette számba:
- A népszámlálásban résztvevők 75%-a europid, illetve kaukázusi származásúnak vallotta magát, bárminemű egyéb genetikai befolyás nélkül.
- A hispánok arányát 12,5%-ra teszik az Egyesült Államokban az 1990. évi 9%-os adat után.
- 12,3% (60 millió fő) vallotta magát német származásúnak.
- Szintén 12,3% volt a negrid, vagy afroamerikai származású lakos.
- A résztvevők 3,6%-a rendelkezett ázsiai felmenőkkel.
- 2,4%-ot tartanak számon etnikailag heterogén származással (legalább 2 rasszból származó felmenők). A 2000. évi volt az első népszámlálás az Egyesült Államokban, amely ezt a kategóriát is megjelenítette.
- 1990 és 2000 között a 45 és 54 év közöttiek száma a 149%-ára nőtt, míg a 85 év felettieké a 138%-ára.
- A 85 év feletti korosztályban a nők számát a férfiakénak kétszeresében állapították meg.
- 1997-ben, az utolsó ez irányú felméréskor, minden ötödik amerikainál valamilyen fogyatékosságot azonosítottak, amelynek előfordulási aránya a kor előrehaladtával nő.
- A családi háztartások (ellentétben az egyedülálló férfiakkal és nőkkel szemben) még mindig túlsúlyban vannak, de arányuk az elmúlt harminc évben csökkent.
- 1993 óta a családi és nem-családi háztartásokban is megfigyelhető az átlagos jövedelem emelkedése. Ez a növekedés a "házastárs nélküli ők által vezetett háztartásokban" volt a leggyorsabb.
- A házaspárokra alapuló családokban volt a legalacsonyabb a szegények aránya.
- A bármilyen életkorban lévő szegényekre mindenki másnál jellemzőbb volt az egészségügyi biztosítás hiánya.
- Az általános iskolai és középiskolai tanulók száma csak kis mértékben esett vissza az 1970-es csúcshoz (49 millió fő) képest.
- Az iskolai végzettséggel rendelkezők arányának javulása faji és etnikai viszonyokra való tekintet nélkül megfigyelhető.
- A háztartások többségében (51%) található számítógép és 42%-ában internet is.[3]

## Változások a népességben
A népességnövekedés regionálisan eltérő mértéket öltött. A nyugati és a déli államokban figyelhető meg a legnagyobb növekedés (14 791 890 és 10 411 850 fő), ami az Egyesült Államok népességének súlypontját a Missouri állambeli Phelps megyébe tolta át. Az északkeleti államok lakossága 2 785 149, a középnyugati államoké pedig 4 724 144 fővel nőtt.

(maps not to scale)

## A kongresszusi helyek újraelosztása
A népszámlálás adatait felhasználva időről időre újraosztják, hogy egy-egy tagállam hány kongresszusi választókörzetet foglalhat magába. Az elosztás képletét a Kongresszus határozza meg, hogy elossza a képviselőház 435 székének betöltőjének megválasztására szolgáló körzeteket az államok között. Ennek alapja az 50 állam bennszülött lakosságának, plusz a tengerentúli területek katonai és civil alkalmazottainak és a velük élő rokonaiknak a száma. Átlagosan minden 647 000 választópolgárra jut egy képviselő. A District of Columbia és Puerto Rico lakossága nem vesz részt a kongresszusi választásokban, mert nincs képviseleti helyük a Képviselőházban.
Az első, 1790. évi népszámlálás óta az évtizedenkénti felmérés az alapja a képviselőházi üléshelyek elosztásának. Az alkotmány harmadik bekezdésének második paragrafusa szerint "A képviselők száma nem lehet több egy főnél harmincezer választónként, de minden tagállamnak kell lennie legalább egy képviselőjének." 1790-ben minden képviselőt 34 000 választó juttatott be. Az azóta eltelt idő alatt a képviselők száma több mint a négyszeresére nőtt, mígnem 1911-ben a képviselők számát 435-ben rögzítették. Ma már egy képviselő alá több mint hússzor annyi választó tartozik.

## Lebonyolítási viták
A 2000. évi népszámlálást megelőző években jelentős viták voltak arról, hogy a Hivatal jogosult-e arra, hogy a népszámlálási adatokból hosszútávú felméréseket készítsen. (1999-ben a Legfelsőbb Bíróság 5-4 arányban úgy határozott, hogy az alkotmány alapján tilos a népszámlálási adatok ilyetén módon való közzététele, de más célból való közlés megengedett lehet.) A vita egyrészről csupán technikai, más részről viszont politikai kérdés volt, miután az 1990. évi népszavazás adatai jelentős hatást gyakoroltak mindkét jelentős politikai pártra. Valószínűleg ezen adatok hatására következett be enyhe növekedés a Demokrata Párt képviselőinek számában (a kerületek újraelosztását követően), viszont emiatt kaphatott Utah egy plusz szavazókerületet, ahol előre látható volt a Republikánus Párt győzelme.
A népszámlálás után, a népszámlálási adatok és a demográfiai változásokra irányuló becslések közötti különbségek nem voltak megállapíthatók a törvényes határidőn belül, így a Népszámlálási Hivatal azt javasolta, hogy a feldolgozatlan adatokat lehessen felhasználni erre a célra Végül a népszámlálás lebonyolításáért felelős kereskedelemügyi miniszter is ezt a megoldást fogadta el.

## A Utah-vita
A népszámlálás adatainak rendszerezése után, Utah állam két különböző módon is megtámadta az eredményt. Utah rendkívül közel állt ahhoz, hogy egy negyedik helyet is szerezzen magának a Kongresszusban. Ehhez csupán 857 ember hiányzott, ami miatt a plusz helyet Észak-Karolina kapta. A különbség később 80 főre csökkent. Miután kiderült, hogy Észak-Karolina lakosságát 2673 fővel túlbecsülték. A Népszámlálási Hivatal figyelembe vette a külföldön tartózkodó katonai személyzet és egyéb adminisztratív hivatalnokok számát is, akik az adott államba voltak bejelentve, de más külföldön tartózkodó egyént nem vett számításba. Utah állam arra hivatkozott, hogy figyelembe kéne a vallási okokból, például misszionáriusként utazó lakosokat is a népszámlálások során, mivel ezzel az intézkedéssel a Népszámlálási Hivatal hátrányba hozza a mormon vallás előírásait követőket. A mormon misszionáriusok közel fele, 11 000 fő, utahi lakos volt és csak 102 származott Észak-Karolinából. Ha ezt az adatot figyelembe veszik, akkor Utah kapja a plusz helyet a Kongresszusban, nem Észak-Karolina. 2002. november 26-án a Legfelsőbb Bíróság helyben hagyta az alacsonyabb szintű ítéletet, miszerint elutasítják Utah erőfeszítéseit a misszionáriusok számba vételére.
Ez után Utah újabb tiltakozást nyújtott be, állítva, hogy a számítógépes adatfeldolgozás alapján az állam lakossága szerint Utahnak kijárna a plusz kongresszusi hely. A Hivatal egy úgynevezett imputációs (beszámításos) módszert alkalmazott, amivel hozzárendeli a lakosokat olyan címekhez, ahol többszöri próbálkozásra sem tudták elérni őket. Míg országszerte a tagállamok átlagosan így 0,4% többletlakossághoz "jutottak", addig Utah csak 0,2%-ot kapott. Utah azt állította, hogy ez a módszer sérti az 1957-es népszámlálási törvény és az alkotmány első bekezdésének második paragrafusának rendelkezéseit is, miszerint csak a ténylegesen számba vett lakosság adatai használhatóak. Az ügy Utah kontra Evans néven került a Legfelsőbb Bíróság elé, az azonban ismételten elutasította Utah törekvéseit.

## A melegek és leszbikusok körüli vita
A népszámlálás semmilyen módon nem kérdezett rá a szexuális orientációra, lehetetlenné téve a heteroszexuális és homoszexuális népesség elkülönítését egymástól. Azonban két kérdés lehetővé tette az azonos nemű párok számításba vételét. A kérdőív rákérdezett az adott háztartásban élő személyek nemére és a köztük fennálló kapcsolatra. A lehetőségek között szerepelt a "Férj/feleség", illetve a "Házasságon kívüli kapcsolat" is, sok egyéb mellett. Az adatok rendezése utána Népszámlálási Hivatal közzé tette, hogy több mint 658 000 azonos nemű párok által alkotott háztartást detektált az Egyesült Államok területén. Azonban, egyéb felmérések alapján, a homoszexuális férfiaknak csak 25%-a, míg a leszbikus nőknek 40%-a él egy háztartásban azonos nemű partnerével. Az azonos nemű párok jelölésével fennállt a lehetősége, hogy háromszor-hatszor annyi egyedül élő homoszexuális egyént ez által nem azonosítottak homoszexuálisként. A népszámlálás adatai szerint 336 001 meleg és 329 522 leszbikus pár élt az Egyesült Államokban. A különböző felmérések összehasonlításából az következik, hogy nagyjából 4,3 millió felnőtt homoszexuális élt 2000-ben az Egyesült Államokban. A pontos szám nem ismert, mivel a népszámlálás nem rögzít ilyen jellegű adatokat. A biszexuális és transznemű népességet sem vették számba, mivel egy kérdés alapján sem lehet következtetni ilyen orientációra. A pontos adatok hiánya megnehezíti a törvényhozók dolgát, amikor a gyűlöletbűn ellen, illetve a gyermeket vállaló azonos nemű pároknak nyújtandó szociális juttatások ügyében próbálnak rendelkezni. Továbbá megnehezíti a termékeny lakosság méretének felmérését is.
Egy másik ide vágó kérdésben a melegjogi rendelkezések támogatják az adatok automatikus megváltoztatását a népszámlálási adatok rendszerezési folyamata során. Ez a folyamat az allokáció, amely arra szolgál, hogy ellensúlyozza a visszaküldött kérdőívekben mutatkozó esetleges hibákat és eltéréseket. Például ellenőrzik az egy háztartásban élő azonos nemű egyének közötti kapcsolatra vonatkozó adatok ellentmondásait. A Népszámlálási Hivatal adatai szerint az azonos nemű párok adatait az esetek 99%-ában "házasságon kívüli kapcsolatra" módosították. A fennmaradó eseteket a rendszer a további két kategóriába sorolta. (A kérdéses személyek közül az egyik megváltoztatta a nemét, ezáltal a kapcsolatuk heteroszexuálisnak minősül, illetve, ha a két személy között legalább 15 év korkülönbség volt, a "szülő/gyermek" kategóriába sorolták őket.). Ez az eljárás nem sérti az azonos neműek házasságának védelméről szóló 1996-os törvényt. A törvény szerint:
Bármely kongresszusi törvény, vagy bármilyen rendelet és szabályozás értelmének meghatározásakor a házasság kifejezés csak egy férfi és egy nő legálisan kötött kapcsolatára, mint férj és feleség, alkalmazható, a házastárs kifejezés, pedig az ellenkező nemű férjre, vagy feleségre.
Az allokációs módszerrel, az azonos nemű párokat a házasságon kívüli kapcsolat kategóriájába sorolva, a szociológusok elvesztették a lehetőséget, hogy biztosítsák a magukat házastársakként definiáló azonos nemű párok együtt élésének szociális biztonságát.

### Extra hivatkozások

#### Az Egyesült Államok Népszámlálási Hivatala
- Census 2000 gateway
- Population Profile of the United States: 2000
- Population Profile Introductory slide show, in MS Powerpoint format
- State and County QuickFacts, the most requested information
- American FactFinder, for population, housing, economic, and geographic data

#### Más oldalak a 2000. évi népszámlálásról
- MLA Language Map from the Modern Language Association
- How the Census Works via Howstuffworks.com